# L'assistente sociale tutta pepe e tutta sale
Pour plus de détails, voir Fiche technique et Distribution.
L'assistente sociale tutta pepe e tutta sale est une comédie érotique italienne de Nando Cicero sortie en 1981.

## Synopsis
Nadia, une séduisante assistante sociale, est envoyée dans une communauté où elle rencontre d'étranges personnages qui tentent de joindre les deux bouts avec des vols et toutes sortes d'escroqueries sans grand succès. 

## Fiche technique
- Titre original italien : L'assistente sociale tutta pepe e tutta sale ou L'assistente sociale tutto pepe...[1],[2] (litt. « L'assistante sociale toute poivre et toute sel »)
- Réalisateur : Nando Cicero
- Scénario : Michele Massimo Tarantini, Francesco Massaro, Stefano Canzio (it), Mariano Laurenti, Marino Onorati (it)
- Photographie : Antonio Rossati
- Montage : Franco Letti
- Musique : Andrea Lo Vecchio, Rodolfo Grieco (it)
- Décors : Stefano Paltrinieri
- Costumes : Wanda Pruni
- Production : Yorgo Voyagis
- Sociétés de production : Lotus Film
- Pays de production :  Italie
- Langue originale : italien
- Format : Couleur
- Durée : 91 minutes
- Genre : Comédie érotique italienne
- Dates de sortie :
  - Italie : 1981

## Distribution
- Renzo Montagnani : M. Grappa
- Nadia Cassini : Nadia
- Nino Terzo : Lacrima
- Gigi Ballista : l'évêque
- Elvira Cortese : la grand-mère
- Irène Papas : la fée
- Yorgo Voyagis : Bel Ami
- Giovanni Vannini : brigadier
- Fiorenzo Fiorentini : le faux prêtre